# Міхаель Ліландер
Міхаель Ліландер (ест. Michael Lilander, нар. 20 червня 1997, Таллінн, Естонія) — естонський футболіст, фланговий захисник ірландського клубу «Богеміан» та національної збірної Естонії.

## Ігрова кар'єра

### Клубна
Міхаель Ліландер народився у Таллінні і є вихованцем столичного клубу «Нимме Юнайтед», у складі якого у 2013 році і почав професійну кар'єру у четвертому дивізіоні чемпіонату Естонії.
Перед сезоном 2015 року футболіст перейшов до клубу «Пайде» і 11 квітня 2015 року дебютував у вищому дивізіоні. За чотири сезони провів у команді понал сто офіційних матчів. Учасник фіналу Кубка Естонії сезону 2014/15.
У 2019 році Ліландер приєднався до столичного клубу «Флора», з яким виграв всі національні трофеї. Після того в січні 2024 року захисник приєднався до ірландського клубу «Богеміан». І 16 лютого зіграв першу гру в новій команді.

### Збірна
З 2013 року Мізаель Ліландер виступав за юнацькі та молодіжні збірні Естонії. 
23 листопада 2017 року у товариському матчі проти команди Вануату Ліландер дебютував у складі національної збірної Естонії.

## Титули
Флора
 Чемпіон Естонії (4): 2019, 2020, 2022, 2023
 Переможець Кубка Естонії: 2019/20
 Переможець Суперкубка Естонії (2): 2020, 2021